# Comissão de Vítimas da Bomba Atómica
A Comissão de Vítimas da Bomba Atómica (ABCC, Atomic Bomb Casualty Commission) (japonês:原爆傷害調査委員会, Genbakushōgaichōsaiinkai) foi uma comissão estabelecida em 1946 conforme uma diretiva presidencial do Harry S. Truman para a Academia Nacional de Ciências dos Estados Unidos - Conselho Nacional de Pesquisa para conduzir investigações sobre os efeitos tardios da radiação entre os sobreviventes da bomba atómica em Hiroshima and Nagasaki. Como foi criada puramente para pesquisa e estudo científicos, e não como prestadora de assistência médica, e também porque foi fortemente apoiada pelos Estados Unidos, a ABCC era geralmente desconfiada pela maioria dos sobreviventes e dos japoneses. Funcionou por quase trinta anos até sua dissolução em 1975.

## História
A Comissão de Vítimas da Bomba Atómica (ABCC) foi formada após o ataque dos Estados Unidos a Hiroshima and Nagasaki em 6 e 9 de agosto de 1945. A ABCC começou originalmente como a Comissão Conjunta . A ABCC propôs obter informações técnicas de primeira mão e fazer um relatório para informar as oportunidades de um estudo de longo prazo sobre as vítimas da bomba atómica. Em 1946, Lewis Weed, chefe do Conselho Nacional de Pesquisa, convocou um grupo de cientistas que concordaram que um "estudo detalhado e de longo prazo dos efeitos biológicos e médicos sobre o ser humano" era "de extrema importância para os Estados Unidos e para a humanidade em geral." O presidente Harry S. Truman ordenou a criação da ABCC em 26 de novembro de 1946. Os membros-chave da ABCC foram Lewis Weed, os médicos do Conselho Nacional de Pesquisa Austin M. Brues e Paul Henshaw, e os representantes do Exército Melvin A. Block e James V. Neel, que também era médico com Ph.D. em genética.  
A quinta pessoa da equipe foi o USNV Ltd. Jg Fredrick Ullrich do Centro de Pesquisa Médica Naval, nomeado pelo Conselho Nacional de Pesquisa a sugestão do Escritório do Cirurgião General.

## O Trabalho da Comissão de Vítimas da Bomba Atómica
A ABCC chegou ao Japão em 24 de novembro de 1946 e familiarizou-se com os procedimentos militares japoneses. Visitaram Hiroshima e Nagasaki para observar quais trabalhos estavam sendo realizados. Descobriram que os japoneses tinham um grupo médico bem organizado sob o Conselho Nacional de Pesquisa do Japão, que realizava estudos tanto sobre os danos imediatos quanto os tardios da bomba atómica em sobreviventes. É quase impossível obter um número exato de quantas pessoas foram mortas nos dois bombardeios, pois ambas as cidades tinham pessoas que haviam evacuado por ser um tempo de guerra. Hiroshima esperava bombardeios, pois era um importante centro militar de suprimentos, então muitas pessoas haviam saído da área. Também havia pessoas das regiões vizinhas que entravam na cidade de forma irregular para servir em equipes de trabalho. Robert Holmes, diretor da ABCC de 1954 a 1957, disse que "[os sobreviventes] são as pessoas mais importantes que vivem".
A ABCC também aproveitou o trabalho de cientistas chineses, que já estudavam os sobreviventes antes da chegada da ABCC ao Japão, assim havia informações tanto de autoridades americanas quanto chinesas. Masao Tsuzuki foi a principal autoridade japonesa sobre os efeitos biológicos da radiação. Ele disse que havia quatro causas de ferimentos nas cidades bombardeadas: calor, explosão, radiação primária e gás venenoso radioativo. Em um relatório divulgado por Tsuzuki, ele respondeu à pergunta "O que a energia radioativa forte faz ao corpo humano?" Sua resposta foi: "danos ao sangue, depois aos órgãos hematopoéticos como medula óssea, baço e linfonodos. Todos são destruídos ou gravemente danificados. Pulmões, intestinos, fígado, rins etc. são afetados e suas funções perturbadas como resultado." Os danos foram classificados por gravidade. Pessoas com danos severos estavam dentro de um raio de 1 km do hipocentro. As pessoas gravemente afetadas normalmente morriam em poucos dias, algumas viviam até duas semanas. Danos moderados foram observados em pessoas vivendo entre 1 e 2 km do hipocentro, e essas pessoas viveriam de 2 a 6 semanas. Pessoas que viviam entre 2 e 4 km tinham danos leves, que não causavam morte, mas provocavam alguns problemas de saúde nos meses seguintes à exposição.

## A ABCC cresce
A ABCC cresceu rapidamente em 1948 e 1949. O número de funcionários quadruplicou em apenas um ano. Em 1951, o total era de 1063 empregados – 143 aliados e 920 japoneses. Talvez a pesquisa mais importante realizada pela ABCC tenha sido o estudo de genética, que focou seu estudo nas incertezas em torno dos possíveis efeitos de longo prazo da radiação ionizante em mulheres grávidas e seus filhos ainda no útero. O estudo não encontrou evidências de danos genéticos generalizados. No entanto, encontrou uma incidência aumentada de microcefalia e retardo mental em crianças expostas no útero mais proximamente à radiação das bombas. O projeto de genética estudou os efeitos da radiação nos sobreviventes e em seus filhos. Esse projeto acabou sendo o maior e mais interativo dos programas da ABCC. Em 1957, o Japão aprovou a Lei de Assistência aos Sobreviventes da Bomba Atómica, que qualificava certas pessoas para dois exames médicos por ano. O termo japonês para os sobreviventes das bombas atómicas é hibakusha. As qualificações para o cuidado médico eram aquelas pessoas que estavam dentro de alguns quilômetros dos hipocentros no momento dos bombardeios; aquelas dentro de 2 quilômetros dos hipocentros nas duas semanas seguintes aos bombardeios; aquelas expostas à radiação da queda de resíduos radioativos (fallout) e crianças que estavam no útero de mulheres enquadradas em qualquer uma das outras categorias.

### Prós e contras da ABCC
Havia prós e contras na ABCC. Os contras: eles negligenciaram necessidades japonesas em pequenos detalhes. O piso da sala de espera para mães e bebês era linóleo polido, e mulheres com tamancos de madeira frequentemente escorregavam e caiam. As placas e revistas nas salas de espera estavam em inglês. A ABCC na verdade não tratava os sobreviventes que estudava, apenas os estudava por períodos de tempo. Faziam com que viessem para exames durante o horário de trabalho durante a semana, fazendo a pessoa perder um dia de salário, e ofereciam pouca compensação aos sobreviventes.  
A ABCC era o local onde realizavam exames médicos nos hibakusha e autópsias nos mortos, além de coletar inúmeras amostras de sangue e urina. Porém, não realizavam nenhum tipo de tratamento médico, apesar de o tratamento ser o que os hibakusha desejavam. Isso levou a críticas de que eles eram tratados como cobaias mesmo depois da guerra ter acabado.
Os prós: eles forneceram às pessoas informações médicas valiosas. Bebês recebiam um exame ao nascer e outro aos 9 meses, o que não era comum na época. Exames médicos em bebês saudáveis eram algo desconhecido. Adultos também se beneficiavam de exames médicos frequentes.

## A ABCC torna-se a RERF
Em 1951, a Comissão de Energia Atómica (AEC) planejava parar o financiamento do trabalho da ABCC no Japão. Contudo, James V. Neel fez um apelo e a AEC decidiu financiá-los com $20.000 por ano, durante três anos, para continuar a pesquisa. Em 1956, Neel e William J. Schull publicaram a versão final de The Effect of Exposure to the Atomic Bombs on Pregnancy Termination in Hiroshima and Nagasaki. Este monógrafo deu uma descrição detalhada de todos os dados que haviam coletado. Apesar dos esforços, a confiança na ABCC estava diminuindo, então a ABCC tornou-se a Radiation Effects Research Foundation (RERF), e com o novo nome e organização administrativa, o financiamento para a pesquisa sobre os sobreviventes passou a ser fornecido igualmente pelos Estados Unidos e Japão. A RERF foi estabelecida em 1º de abril de 1975. Organização binacional gerida pelos Estados Unidos e Japão, a RERF ainda está em funcionamento hoje.

## Críticas e Discussões sobre a ABCC
A Comissão de Vítimas da Bomba Atómica (ABCC, 1946–1975) coletou informações sobre os efeitos médicos da bomba nuclear nos hibakusha sem fornecer qualquer cuidado médico, auxílio ou compensação financeira para estudos que poderiam durar um dia inteiro para uma população já empobrecida. Embora não fizesse parte das autoridades de ocupação, serviu como uma ferramenta de coleta de informações para os Estados Unidos. Enquanto médicos japoneses e americanos trabalharam no projeto, os Estados Unidos acabaram ficando com todos os dados de pesquisa, estudos, fotografias e espécimes (incluindo partes do corpo, às vezes retiradas sem consentimento familiar), grande parte dos quais permanece nos Estados Unidos até hoje. As informações coletadas pelos médicos não podiam ser publicadas ou compartilhadas no Japão durante a ocupação. Isso incluía relatórios médicos e autópsias dos hibakusha. A maioria dos relatórios sobre as consequências humanitárias da bomba foi suprimida tanto nos Estados Unidos quanto no Japão. A propaganda também foi usada para contradizer os achados médicos, particularmente sobre os efeitos da radiação, na imprensa americana. Enquanto os médicos japoneses tratavam e coletavam dados dos pacientes, criando registros, esses relatórios foram posteriormente levados pelos Estados Unidos, proibidos de publicação, e permanecem de difícil acesso nos Arquivos Nacionais em Maryland. Certos espécimes humanos e estudos clínicos foram retidos nos Estados Unidos até maio de 1973, causando angústia às famílias dos hibakusha.
Muitos hibakusha testemunharam a humilhação de serem obrigados a permanecer nus por horas enquanto eram fotografados, filmados e examinados como cobaias pela ABCC. Eles tiveram que suportar o constrangimento de expor calvície severa, dar amostras de sangue e passar por extrações de tecido sem qualquer suporte. Vítimas relataram assédio por parte da ABCC, que frequentemente os convocava para exames ou mesmo retirava crianças das escolas sem consentimento dos pais (ou apesar de protestos parentais). As horas gastas sob exame representavam um fardo adicional para os hibakusha, dificultando que conseguissem empregos, sem qualquer compensação financeira ou mesmo fornecimento de alimentos, apesar de sua extrema pobreza. A ABCC também realizou numerosas autópsias, até 500 por ano, extraindo tecidos e partes do corpo, muitas vezes sem consentimento familiar, para enviar aos Estados Unidos. Essas autópsias eram frequentemente realizadas imediatamente após a morte, aumentando o sofrimento das famílias. Os sobreviventes sofreram assédio incessante sem qualquer forma de compensação, e os falecidos, incluindo crianças, foram submetidos a dissecções.  

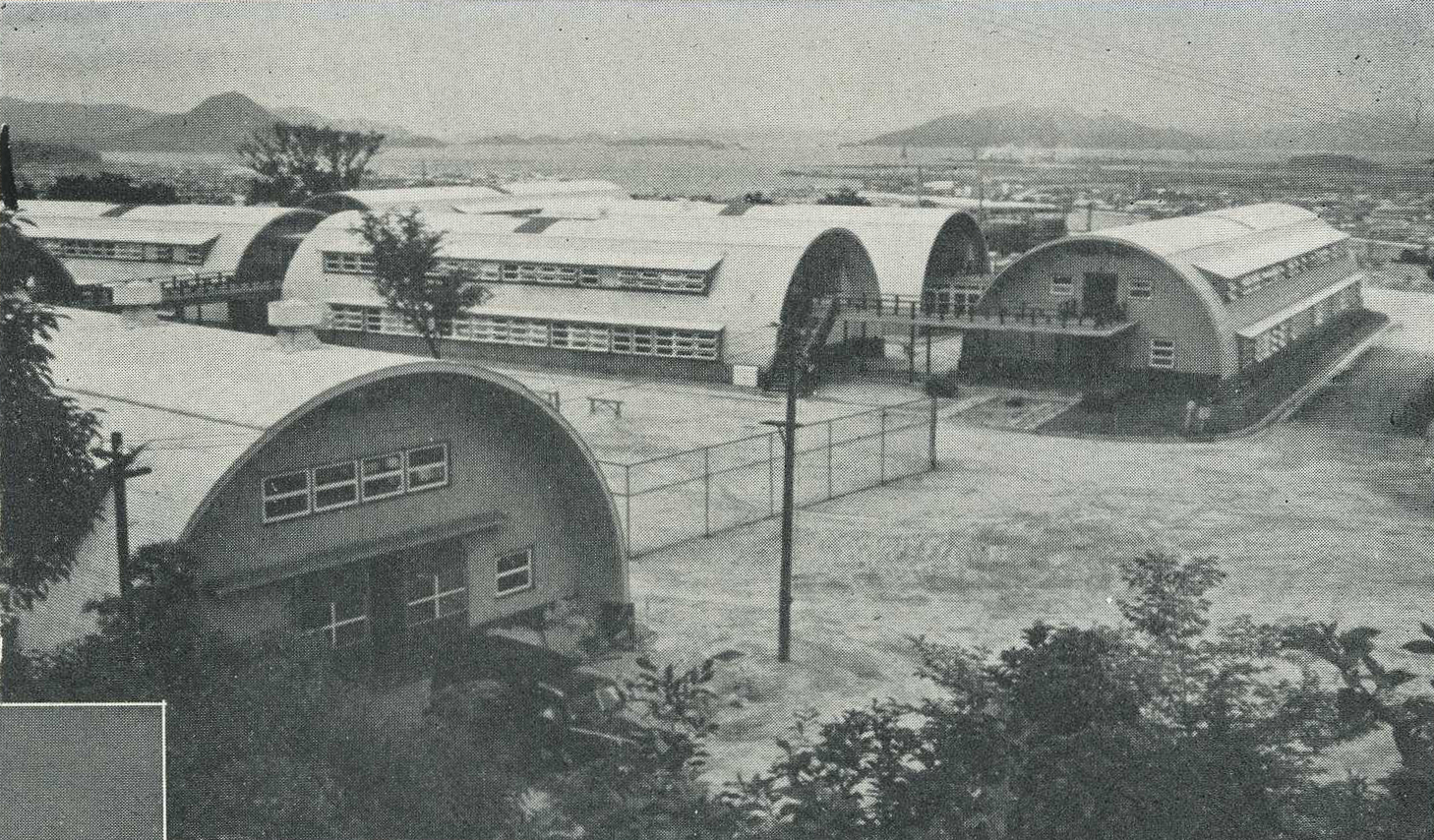
Instalação da ABCC, 1955.

A maioria das mulheres grávidas sobreviventes durante o bombardeio sofreu abortos espontâneos, enquanto os bebês sobreviventes sofreram de microcefalia, doenças cardíacas, retardo mental severo e atrasos no desenvolvimento devido à alta exposição à radiação no útero. As mulheres foram informadas de que o estresse e a desnutrição eram as causas, levando-as a se culparem. Devido à censura, só souberam mais tarde das verdadeiras causas dessas anomalias.
Sem dados disponíveis, nenhuma conclusão poderia ser tirada, impedindo qualquer publicação sobre os hibakusha. Devido à censura dos relatórios, nenhum indivíduo japonês podia saber das consequências da exposição à radiação, levando à morte daqueles que permaneceram expostos à radioatividade. Para os hibakusha falecidos, a remoção de seus órgãos sem consentimento violava os desejos de suas famílias. Para os sobreviventes, seus registros médicos — críticos para que os sobreviventes a longo prazo comprovassem seu status de hibakusha e obtivessem assistência médica adequada — frequentemente desapareciam. Quando os relatórios médicos tornaram-se acessíveis, já era tarde demais para muitos hibakusha.
Quando os hibakusha finalmente receberam assistência médica do governo japonês, foram obrigados a fornecer documentação para provar seu status. Como mais de 23.000 peças de dados, incluindo relatórios clínicos, restos humanos e outros materiais, foram mantidos classificados como segredo de Estado nos Estados Unidos até maio de 1973, muitos hibakusha tiveram dificuldade para comprovar seu status.
Similar ao Estudo da sífilis não tratada de Tuskegee, é às vezes citado como exemplo de intervenção médica realizada principalmente para fins experimentais e não para cuidado ao paciente.
|                               | País                               | Período   | Sujeitos                                 | Objetivo                                           | Tratamento Médico Fornecido?                                         | Consentimento Informado?                                                                     | Violações Éticas                                            | Contexto                                        | Componente Racial                                                              |
| ----------------------------- | ---------------------------------- | --------- | ---------------------------------------- | -------------------------------------------------- | -------------------------------------------------------------------- | -------------------------------------------------------------------------------------------- | ----------------------------------------------------------- | ----------------------------------------------- | ------------------------------------------------------------------------------ |
| ABCC                          | Estados Unidos (operando no Japão) | 1947–1975 | Sobreviventes japoneses da bomba atômica | Estudar efeitos de longo prazo da radiação         | Nenhum tratamento oferecido—apenas exames e coleta de dados          | Sem consentimento informado; sujeitos frequentemente sem conhecimento do alcance da pesquisa | Coleta não consentida de órgãos/tecidos, recusa de cuidados | Pesquisa em tempo de paz com civis estrangeiros | Sobreviventes japoneses tratados como sujeitos de pesquisa, não como pacientes |
| Estudo da Sífilis de Tuskegee | Estados Unidos                     | 1932–1972 | Homens afro-americanos com sífilis       | Observar progressão natural da sífilis não tratada | Nenhum tratamento fornecido—mesmo após a penicilina estar disponível | Sem consentimento informado; sujeitos enganados sobre receber tratamento                     | Engano, retenção de tratamento que salva vidas              | Pesquisa em tempo de paz com cidadãos dos EUA   | Baseado em racismo sistêmico que visava afro-americanos                        |

### Distrito Nishiyama em Nagasaki
A comissão da ABCC também focou no distrito Nishiyama  em Nagasaki. Montanhas situavam-se entre o hipocentro e Nishiyama, o que impediu que a radiação e o calor da explosão alcançassem diretamente Nishiyama, resultando em nenhum dano imediato. No entanto, devido à queda de cinzas e à chuva, radiação significativa ainda estava presente. Portanto, após a guerra, foram realizadas pesquisas de saúde sem informar a população local sobre seu verdadeiro propósito. Inicialmente, esses estudos em Nishiyama foram realizados pelo exército dos EUA, mas posteriormente foram entregues à comissão da ABCC.
Alguns meses após os bombardeios atômicos, os moradores de Nishiyama apresentaram um aumento significativo na contagem de glóbulos brancos. Em animais, a leucemia pode se desenvolver após exposição total do corpo à radiação, então os pesquisadores queriam examinar o que acontece em humanos. Osteossarcoma também foi diagnosticado em indivíduos após a ingestão oral de material radioativo. Segundo o relatório escrito pela comissão da ABCC, os moradores do distrito Nishiyama, que não foram diretamente atingidos pelo bombardeio atômico, eram considerados uma população ideal para observar os efeitos da radiação residual.
Os Estados Unidos continuaram a pesquisa sobre radiação residual mesmo após o Japão ter recuperado sua independência, mas os resultados nunca foram compartilhados com os moradores de Nishiyama. Como resultado, os moradores continuaram cultivando a terra após a guerra, mas o número de pacientes com leucemia aumentou, e mais pessoas morreram.
Após os bombardeios atômicos, os cientistas japoneses quiseram conduzir pesquisas para ajudar a curar os hibakusha, mas o SCAP não permitiu que os pesquisadores japoneses estudassem os danos causados pela bomba atômica. Especialmente até 1946, as regulamentações eram rigorosas, o que contribuiu para o aumento das mortes por exposição à radiação.

### Uso de Thorotrast e Pesquisa da ABCC em Hiroshima
Após a Segunda Guerra Mundial, a Comissão de Vítimas da Bomba Atómica (ABCC), estabelecida pelos Estados Unidos em Hiroshima, realizou pesquisas médicas utilizando o agente de contraste radioativo Thorotrast e um agente similar chamado Umbra-Tor. Entre 1949 e 1951, esses agentes foram administrados a pacientes do sexo masculino com idades entre 19 e 71 anos em um hospital em Kure, na província de Hiroshima, e posteriormente foram realizadas imagens de raio-X nas instalações da ABCC.
Thorotrast foi amplamente utilizado internacionalmente entre as décadas de 1930 e 1940. Devido à sua tendência de permanecer no corpo por um longo período e emitir radiação, esteve associado a um risco de exposição interna à radiação e câncer. No Japão, estima-se que entre 20.000 e 30.000 pessoas receberam injeções de Thorotrast antes do fim da guerra.
Um relatório da ABCC de 1964 observou que, entre 56 indivíduos que receberam o agente de contraste, nove haviam morrido até 1961, levantando suspeitas de efeitos de radiação a longo prazo, embora nenhuma ligação direta com a causa da morte tenha sido afirmada. Entre os 23 pacientes sobreviventes, 20 ainda tinham resíduos do agente em seus corpos, e 14 apresentavam sintomas como fibrose. Isso marcou uma mudança das avaliações anteriores mais favoráveis ao Thorotrast para uma postura mais cautelosa.
Embora o Thorotrast não tenha sido aprovado para uso nos Estados Unidos devido a preocupações de segurança, a pesquisa sobre seus efeitos continuou na Hiroshima ocupada. Foi sugerido que os dados da pesquisa foram posteriormente removidos do Japão e levados para o exterior.

### Críticas à Pesquisa Humana Não Terapêutica
Os Estados Unidos conduziram pesquisas sobre os efeitos da radiação no Japão. Hibakusha foram convocados aleatoriamente para instalações que pareciam hospitais, mas em vez de receber tratamento médico, dezenas de milhares de sobreviventes foram usados como sujeitos de pesquisa pela Comissão de Vítimas da Bomba Atómica (ABCC). Quando profissionais médicos identificavam condições potencialmente fatais entre os sobreviventes, a ABCC não divulgava essas informações nem fornecia tratamento, optando por observar a progressão das doenças.
O historiador australiano Paul Ham criticou o tratamento dos sobreviventes da bomba atômica pela ABCC, comparando-os ao uso como ratos de laboratório.
| “ | A diretiva não mencionava tratamento: prolongar a vida, aliviar a dor, não eram nem as intenções nem os subprodutos do trabalho. Se os pacientes – ou mais precisamente os “exemplares” – viviam ou morriam, isso era irrelevante para o estatuto dos médicos estrangeiros. Como as vítimas viviam ou morriam, se suas condições melhoravam ou pioravam; se sofriam de câncer em algum momento distante ou o transmitiam a seus filhos; tais eram as questões da fria investigação científica. Em resumo, civis japoneses irradiados deveriam servir como ratos de laboratório americanos. Aqui residia um benefício – argumentariam futuramente os racionalistas – de lançar a bomba em uma cidade: colher dados científicos sobre a radiação gama. | ” |

## Leitura complementar
- A Comissão de Vítimas da Bomba Atómica em retrospectiva, PNAS, por Frank W. Putnam.
- M. Susan Lindee (1994). Suffering Made Real: American Science and the Survivors at Hiroshima. University Of Chicago Press. ISBN 0-226-48237-5.
- Sue Rabbitt Roff (1995). Hotspots: The Legacy of Hiroshima and Nagasaki. Cassell. ISBN 0-304-33438-3.
- White Light/Black Rain: The Destruction of Hiroshima and Nagasaki (2007)
- G.W.Beebe (1979). Reflexões sobre o trabalho da Comissão de Vítimas da Bomba Atómica no Japão